# ميرزا تلتوفيتش
ميرزا تلتوفيتش (بالبوسنوية: Mirza Teletović)‏ مواليد 17 سبتمبر 1985 في موستار، جمهورية البوسنة والهرسك الاشتراكية، هو لاعب كرة سلة بوسني بدأ مسيرته الاحترافية في سنة 2002 يلعب مع فريق فينيكس صنز في الرابطة الوطنية لكرة السلة ويحمل الرقم 35. يبلغ طوله 6 قدم 9 بوصة (2.1 م).

## فرق لعب لها
- ساسكي باسكونيا
- بروكلين نتس
- فينيكس صنز

## إحصائيات المسيرة

### الرابطة الوطنية لكرة السلة

#### الموسم الاعتيادي
| السنة   | الفريق      | لعب | بدأ | دقيقة | ميداني% | ثلاثية | حرة  | ارتداد | صنع | استلاب | تصدي | نقطة |
| ------- | ----------- | --- | --- | ----- | ------- | ------ | ---- | ------ | --- | ------ | ---- | ---- |
| 2012–13 | بروكلين نتس | 53  | 0   | 9.4   | .384    | .343   | .818 | 1.8    | .4  | .2     | .2   | 3.5  |
| 2013–14 | بروكلين نتس | 72  | 7   | 19.4  | .418    | .390   | .710 | 3.7    | .8  | .4     | .3   | 8.6  |
| 2014–15 | بروكلين نتس | 40  | 4   | 22.3  | .382    | .321   | .717 | 4.9    | 1.2 | .4     | .4   | 8.5  |
| 2015–16 | فينيكس صنز  | 79  | 1   | 21.3  | .427    | .393   | .774 | 3.8    | 1.1 | .4     | .3   | 12.2 |
| المسيرة |             | 244 | 12  | 18.3  | .412    | .375   | .752 | 3.5    | .9  | .4     | .3   | 8.7  |

#### التصفيات
| السنة   | الفريق      | لعب | بدأ | دقيقة | ميداني% | ثلاثية | حرة  | ارتداد | صنع | استلاب | تصدي | نقطة |
| ------- | ----------- | --- | --- | ----- | ------- | ------ | ---- | ------ | --- | ------ | ---- | ---- |
| 2013    | بروكلين نتس | 1   | 0   | 1.0   | .000    | .000   | .000 | .0     | .0  | .0     | .0   | .0   |
| 2014    | بروكلين نتس | 12  | 0   | 18.3  | .439    | .339   | .667 | 3.3    | .3  | .4     | .2   | 8.3  |
| 2015    | بروكلين نتس | 3   | 0   | 5.3   | .000    | .000   | .000 | 1.3    | .0  | .3     | .0   | .0   |
| المسيرة |             | 16  | 0   | 14.8  | .414    | .317   | .667 | 2.8    | .2  | .4     | .1   | 6.2  |

## روابط خارجية
- ميرزا تلتوفيتش على موقع الاتحاد الدولي لكرة السلة (الإنجليزية)
- ميرزا تلتوفيتش على موقع الدوري الأوروبي لكرة السلة (الإنجليزية)
- ميرزا تلتوفيتش على موقع إن بي أي (الإنجليزية)
- ميرزا تلتوفيتش على موقع سبورتس رفرنس (الإنجليزية)
- ميرزا تلتوفيتش على موقع الدوري الإسباني لكرة السلة (الإسبانية)
- ميرزا تلتوفيتش على موقع كرة السلة الأوروبية.كوم (الإنجليزية)
- ميرزا تلتوفيتش على موقع إي إس بي إن.كوم (الإنجليزية)
- ميرزا تلتوفيتش على موقع ريلجم (الإنجليزية)
- ميرزا تلتوفيتش على موقع بروبوليرز (الإنجليزية)
- ميرزا تلتوفيتش على موقع سبورتس رفرنس (الإنجليزية)